# Willem Pieter Steijn
Willem Pieter Steijn (Zaandijk, 15 februari 1910 - Alkmaar, 7 oktober 2004) was een Nederlands componist en dirigent.

## Levensloop
Steijn was afkomstig uit een muzikale familie. Zijn vader, Jan Steijn (1883-1939), was muziekinstrumentenhandelaar en van 1907 tot 1922 dirigent van Harmonie Apollo Zaandijk. Jan Steijn was van grote betekenis voor het muziekleven in de gehele Zaanstreek, (in de deelgemeente Zaandijk is een straat naar hem vernoemd).
Willem Pieter groeide op in de wereld van de blaasmuziek. De eerste muzieklessen kreeg hij van zijn vader. Op jeugdige leeftijd speelde hij klarinet bij Apollo Zaandijk en altsaxofoon in Zaanlands Kapel. Hij kreeg les van Piet Swager, soloklarinettist van het Amsterdams Concertgebouworkest en dirigent van Zaanlands Kapel.
Zijn grote ambitie was om dirigent te worden. Hiertoe nam hij les bij M.C. van de Rovaart, en later bij Dr. Rudolf Mengelberg (artistiek leider van het Amsterdams Concertgebouworkest). Hij was enkele jaren 1e dirigent van het Frysk Orkest te Leeuwarden.
Ook was hij een van de pioniers op het gebied van de ontwikkeling van de HaFaBra-examens, en een veelgevraagd jurylid bij  bondsconcoursen.
Steijn combineerde zijn werk als eigenaar / bedrijfsleider van een muziekinstrumenten reparatie atelier annex muziekinstrumentenwinkel in Zaandam, met het dirigentschap van talrijke harmonieorkesten, zoals: de "Arbeiders Muziekvereniging Voorwaarts " uit Zaandam, de "Verkade Harmonie" uit Zaandam, (van 1936 tot 1946), "Zaanlands Kapel " uit Koog aan de Zaan,(van 1935 tot 1958), harmonie "Apollo Zaandijk", uit Koog aan de Zaan, (van 1959 tot 1985), de "Postharmonie" uit Amsterdam, de "Hoogoven Harmonie" uit Beverwijk en harmonie "Ons Genoegen" uit Wormerveer.
Midden jaren 80 sloot hij zijn carrière als dirigent grotendeels af, omdat hij naar zijn zeggen "niet tot het type dirigent wilde behoren die te lang doorgaan".
Zijn laatste activiteit als dirigent, hij was toen al ver in de 80, was het leiden van het Kennemer seniorenorkest Oud Goud te Driehuis. Toen hij aldaar tijdens een repetitie werd getroffen door een beroerte, betekende dat het definitieve einde van zijn dirigentencarrière. Steijn overleed op 7 oktober 2004, op 94-jarige leeftijd, in Alkmaar.

## Composities en bewerkingen
Willem Pieter schreef verscheidene composities voor harmonieorkest en ook arrangeerde hij klassieke werken voor harmonieorkest zoals Egyptischer Marsch van Johann Strauss jr., Der Meistersinger von Nürnberg, ouverture van Richard Wagner, de ouverture Prometheus van Ludwig van Beethoven en de Piet Hein Rapsodie van Peter van Anrooy.

### Composities

#### Werken voor harmonieorkest
- Ad Honores
- Mars Pomposa
- Petite Suite
- Sempre Crescendo
- Summa cum Laude
- The Pioneer
- Zaanlandia